# Ed Emshwiller

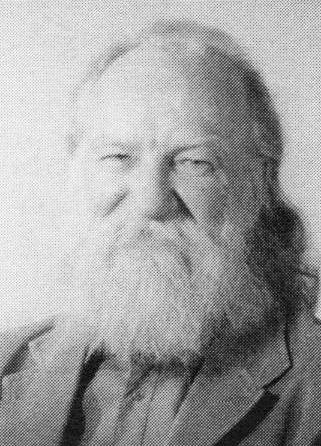

Ed Emshwiller (* 16. Februar 1925 Lansing in Michigan; † 27. Juli 1990 in Valencia, Kalifornien) war ein US-amerikanischer Künstler, der für Science-Fiction-Illustrationen und experimentelle Videofilme bekannt geworden ist.

## Werdegang
Edmund Alexander Emshwiller beendete sein Studium als Illustrator 1947 an der University of Michigan. 1949 heiratete er die Autorin Carol Emshwiller. Zusammen mit seiner Frau zog er nach Paris und nahm dort ein postgraduierten Studium Grafik an der École des Beaux-Arts auf, welches er 1950 abschloss. Aus der Ehe gingen drei Kinder hervor: Susan Emshwiller, die als Co-Autorin des Drehbuchs für den Film „Pollock“ bekannt wurde, der Autor Peter „Stoney“ Emshwiller und die Botanikerin Eve Emshwiller.
Von 1950 bis 1951 gehörte Emshwiller zur Art Students League of New York. Nam June Paik gehörte zu seinen Freunden.
Er lehrte an der Yale University, der University of California, Berkeley, der University at Buffalo, The State University of New York und anderen Universitäten. Emshwiller wurde Dekan am California Institute of the Arts.

## Illustration

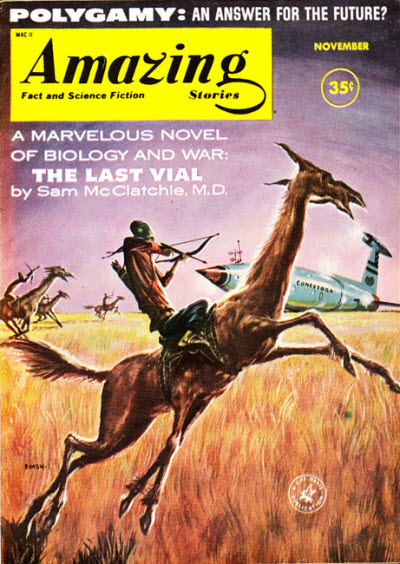
Amazing stories, Titelblatt November, 1960

Von 1951 bis 1979 lebte Emshwiller in Levittown, New York. Er fertigte Titelblätter und Illustrationen für die Science Fiction Magazine Galaxy, Astounding, Fantastic Story Magazine, The Magazine of Fantasy & Science Fiction und viele andere. Weil er mit unterschiedlichen Techniken experimentierte, gibt es keinen einheitlichen, sofort erkennbaren Stil.
Emshwiller wurde zusammen mit Hannes Bok als bester „Titelblatt-Künstler“ des Jahres 1953 mit dem Hugo Award ausgezeichnet. Es folgten weitere Hugo Awards in den Jahren 1960, 1961, 1962 und 1964 in der Rubrik Professionelle Künstler. Der 1990 an Krebs verstorbene Emshwiller wurde postum 2007 mit der Mitgliedschaft in der Science Fiction and Fantasy Hall of Fame geehrt.
Sein Science-Fiction-Werk ist im California Institute of Arts archiviert und wurde von ihm mit Emsh, Ed Emsh oder Emsler signiert.

## Video
Ed Emshwiller kam aus dem Abstrakter Expressionismus über Science Fiction Illustration und 16-mm-Filme zur Videokunst. Für die frühen Videos arbeitete er mit Tänzern und Choreografen zusammen, Sequenzen von Tanz, Performance und Theater wurden integriert. Mit der Nicolais Dance Company unter der choreografischen Leitung von Alwin Nikolais arbeitete er für Dance Chromatic (1959).
Als einer der ersten Video Künstler experimentierte er mit Synthesizern und Computern. Er schuf Multimedia Performance wie in dem 38 min Film Relativity (1966). Mit Scape-Mates (1972) begann Emshwiller, Computeranimation mit Live-Performances zu kombinieren. Sunstone von 1979 ist in Zusammenarbeit mit Alvy Ray Smith entstanden. Ein Meilenstein auf der Entwicklung zur heutigen Computeranimation.
Während seiner Laufbahn als Videokünstler erhielt Emshwiller ein Stipendium des TV Lab at Thirteen/WNET, New York, ein Stipendium am Zentrum für Musikforschung der University of California, San Diego, den Maya Deren Award und viele weitere Auszeichnungen.
Emshwillers Videoarbeiten wurden international ausgestellt. Im Whitney Museum of American Art, dem Museum of Modern Art in New York, dem Everson Museum of Art, auf der Biennale von São Paulo, dem Internationalen Film Festival Rotterdam, den Internationalen Filmfestspielen Berlin, der documenta 6 und der documenta 8 in Kassel und an vielen weiteren Orten.